# Geoffrey Heal
Pour les articles homonymes, voir Heal.
Geoffrey M. Heal (né en 1944) est un économiste anglo-américain connu pour ses travaux sur l'économie de l'environnement et des ressources. Il est professeur Donald C. Waite III d'entreprise sociale à la Columbia Business School . 

## Biographie
Heal est né en 1944 à Bangor, au Pays de Galles. Il obtient sa licence, sa maîtrise et son doctorat, tous au Churchill College de Cambridge. Il enseigne au Christ's College de Cambridge de 1968 à 1973, avant de rejoindre la faculté de l'université du Sussex de 1973 à 1980 et de l'université de l'Essex de 1980 à 1983. Il rejoint la faculté de la Columbia Business School en 1983 en tant que professeur d'économie.
Heal occupe également des postes de professeur invité à l'Université de Yale, à Stanford, Paris XII : Paris-Val-de-Marne, Princeton, Stockholm, Minnesota, Sienne et Paris X-Nanterre. Il travaille également à l’Institut international d’analyse des systèmes appliqués en tant que chercheur. 
De 1972 à 1976, Heal est rédacteur en chef de The Review of Economic Studies. Il préside le groupe de travail « Environnement et développement durable » de la Commission Stiglitz.

## Prix et distinctions
Heal est élu membre de la Société d'économétrie en 1977. Il est nommé président de l'Association des économistes de l'environnement et des ressources (en) en 1982 et il est nommé membre à vie de l'association en 2006. Il reçoit le prix du meilleur article de 2013 de l'Association européenne des économistes de l'environnement et des ressources en 2014. 
Heal est élu membre de la National Academy of Sciences en 2016. Il reçoit également un doctorat honorifique de l'Université de Paris Dauphine en 2008.

## Publications

### Articles
- (en) Chichilnisky et Heal, « Economic returns from the biosphere », Nature, vol. 391, no 6668,‎ février 1998, p. 629–630 (ISSN 0028-0836, DOI 10.1038/35481, Bibcode 1998Natur.391..629C, S2CID 4322093).
- Chichilnisky et Heal, « Necessary and sufficient conditions for a resolution of the social choice paradox », Journal of Economic Theory, vol. 31, no 1,‎ octobre 1983, p. 68–87 (ISSN 0022-0531, DOI 10.1016/0022-0531(83)90021-2, S2CID 54989387, lire en ligne).
- Chichilnisky et Heal, « Who should abate carbon emissions? », Economics Letters, vol. 44, no 4,‎ avril 1994, p. 443–449 (ISSN 0165-1765, DOI 10.1016/0165-1765(94)90119-8, S2CID 154675305).
- Chichilnisky, Heal et Beltratti, « The Green Golden Rule », Economics Letters, vol. 49, no 2,‎ août 1995, p. 175–179 (ISSN 0165-1765, DOI 10.1016/0165-1765(95)00662-y, S2CID 154964259).
- Beltratti, Chichilnisky et Heal, « The environment and the long run: a comparison of different criteria », Ricerche Economiche, vol. 48, no 4,‎ décembre 1994, p. 319–340 (ISSN 0035-5054, DOI 10.1016/0035-5054(94)90011-6, S2CID 154694271, lire en ligne).
- (en) Stéphane Hallegatte, Geoffrey Heal, Marianne Fay et David Treguer, « From Growth to Green Growth - a Framework », NBER working papers, National Bureau of Economic Research,‎ février 2012 (lire en ligne, consulté le 15 mai 2023).
- (en) Ruth DeFries, Ottmar Edenhofer, Alex Halliday et Geoffrey Heal, « The missing economic risks in assessments of climate change impacts », Grantham Research Institute on Climate Change and the Environment, London School of Economics and Political Science,‎ septembre 2019, p. 3 (lire en ligne [PDF]).
- Kevin Conrad et Geoffrey Heal, A Solution to Climate Change in the World's Rainforests, The Financial Times, 30 novembre 2005.

### Chapitres de livres
- Beltratti, A., Chichilnisky, G. et Heal, G., 1998. Sustainable use of renewable resources . Dans Sustainability: Dynamics and Uncertainty (pp. 49-76). Springer Pays-Bas.